# Run for Blood
Run for Blood (Original: Automaton Transfusion) ist ein US-amerikanischer Low-Budget-Horrorfilm mit Splatter-Einlagen des Regisseurs Steven C. Miller aus dem Jahr 2006. Millers erster abendfüllender Spielfilm wurde größtenteils mit einer Handkamera realisiert, die laut eigener Aussage als Stilmittel zum Einsatz kam.
Die in dem Film vorkommenden Zombies gehören zur „neuen Generation“, d. h., sie verfügen über koordinative Fähigkeiten und können sowohl rennen, riechen als auch denken.

## Handlung
In den 1970er-Jahren betrachten die Vereinigten Staaten den Vietnamkrieg mit Sorge und tiefgreifender Skepsis. Noch während sich die Öffentlichkeit mit den unabsehbaren Folgen beschäftigt, entwickeln Regierung und Militär heimlich einen Weg, reanimierte Tote als Kampfmaschinen einzusetzen. Die Experimente werden irgendwann eingestellt, da die Gier der Untoten nach Menschenfleisch unkontrollierbar erscheint. Jahrzehnte später werden diese Forschungen im Geheimen in den Kleinstädten Downey und Grover City, die auf keiner Landkarte verzeichnet sind, wieder aufgenommen. Die Wissenschaftler scheitern allerdings erneut. Ein todbringendes Virus entweicht – mit fatalen Folgen. Das Virus sucht sich einen Wirt, lässt diesen nach seinem Ableben zu einem Zombie mutieren, der seinerseits wieder Lebenden nachstellt, um diese zu infizieren.
Chris und seine beiden Freunde Scott und Tim, allesamt Schüler der hiesigen High School, wollen im Nachbarstädtchen Grover City eine abendliche Musikveranstaltung besuchen. Noch vor ihrer Abreise, werden sie Zeuge eines skurrilen Zwischenfalls, als ein blutüberströmter Mitschüler einen Pädagogen attackiert und beißt. Die Anwesenden messen dem Vorfall zunächst keinerlei Bedeutung zu. Dies ändert sich, als das Trio gegen Abend den Konzert-Veranstaltungsort erreicht, der bereits von einer wütenden Horde Zombies bevölkert wird. Die Freunde werden feindselig empfangen. Sie flüchten in ihr Heimatstädtchen, um die Bewohner zu warnen. Allerdings kommen sie zu spät. Die Gegend wird nahezu vollständig von den Kreaturen belagert. Chris wird sogar gezwungen, seinen zum Zombie mutierten Vater, den Leichenbeschauer und Kommandeur der Geheimoperation, in Notwehr zu töten.
Das Trio – zwischenzeitlich retten sie Chris’ Freundin Jackie – flieht auf der Suche nach weiteren Überlebenden in ihre High School. Dezimiert erreichen sie schließlich das Schulareal, wo sie abermals von wütenden Bestien angegriffen werden, denen auch Scott zum Opfer fällt. Das verbliebene Paar, Chris und Jackie, wird in dieser ausweglosen Situation von Lee, dem Hausmeister der Schule, gerettet. Dieser offenbart sich ihnen als Angehöriger der US-Armee, der einst zur Überwachung der Experimente stationiert wurde. Der Soldat erzählt von den vergangenen militärischen Umtrieben, sowie von einem Serum in der örtlichen Leichenhalle, welches ein Übergreifen des todbringenden Erregers auf den menschlichen Organismus verhindern soll. Chris beschließt, die Substanz in Eigenregie zu bergen. Beim Verlassen der Leichenhalle werden er und Jackie von Zombies bedrängt – als der Film abrupt endet.

## Hintergrund
Steven C. Miller gab mit diesem Film seine Spielfilmregiedebüt. Die Dreharbeiten dauerten neun Tage und kosteten 15.000 $. Die Premiere des Films fand im Oktober 2007 im Mann’s Chinese Theatre statt.